# بيروكسيد الباريوم
بيروكسيد الباريوم أو فوق أكسيد الباريوم عبارة عن مركب كيميائي له الصيغة BaO2، ويكون على شكل مسحوق بلوري أبيض.

## الخواص
- ينحل مركب بيروكسيد الباريوم بشكل ضعيف جداً في الماء (فقط 50 مغ لكل 100 مل ماء).
- يتفكك مركب بيروكسيد الباريوم بالتسخين فوق 700 °س إلى مكوناته من أكسيد الباريوم والأكسجين.

## التحضير
يحضر مركب بيروكسيد الباريوم من تعريض أكسيد الباريوم لأكسجين الهواء الجوي عند حوالي 500°س.

## الاستخدامات
- سابقاً كان مركب بيروكسيد الباريوم يستخدم في تحضير الماء الأكسجيني، وذلك نتيجة تفاعله مع حمض الكبريت حسب المعادلة

إلا أن هذه الطريقة تم استبدالها بطرق أخرى، على رأسها طريقة التحضير من الأنتراكينون.

## السلامة
مركب بيروكسيد الباريوم سام.